# Euffigneix
Euffigneix är en kommun i departementet Haute-Marne i regionen Grand Est (tidigare regionen Champagne-Ardenne) i nordöstra Frankrike. Kommunen ligger i kantonen Chaumont-Nord som tillhör arrondissementet Chaumont. År 2022 hade Euffigneix 299 invånare.

## Befolkningsutveckling
Antalet invånare i kommunen Euffigneix
| Referens: INSEE |